# Chợ nổi

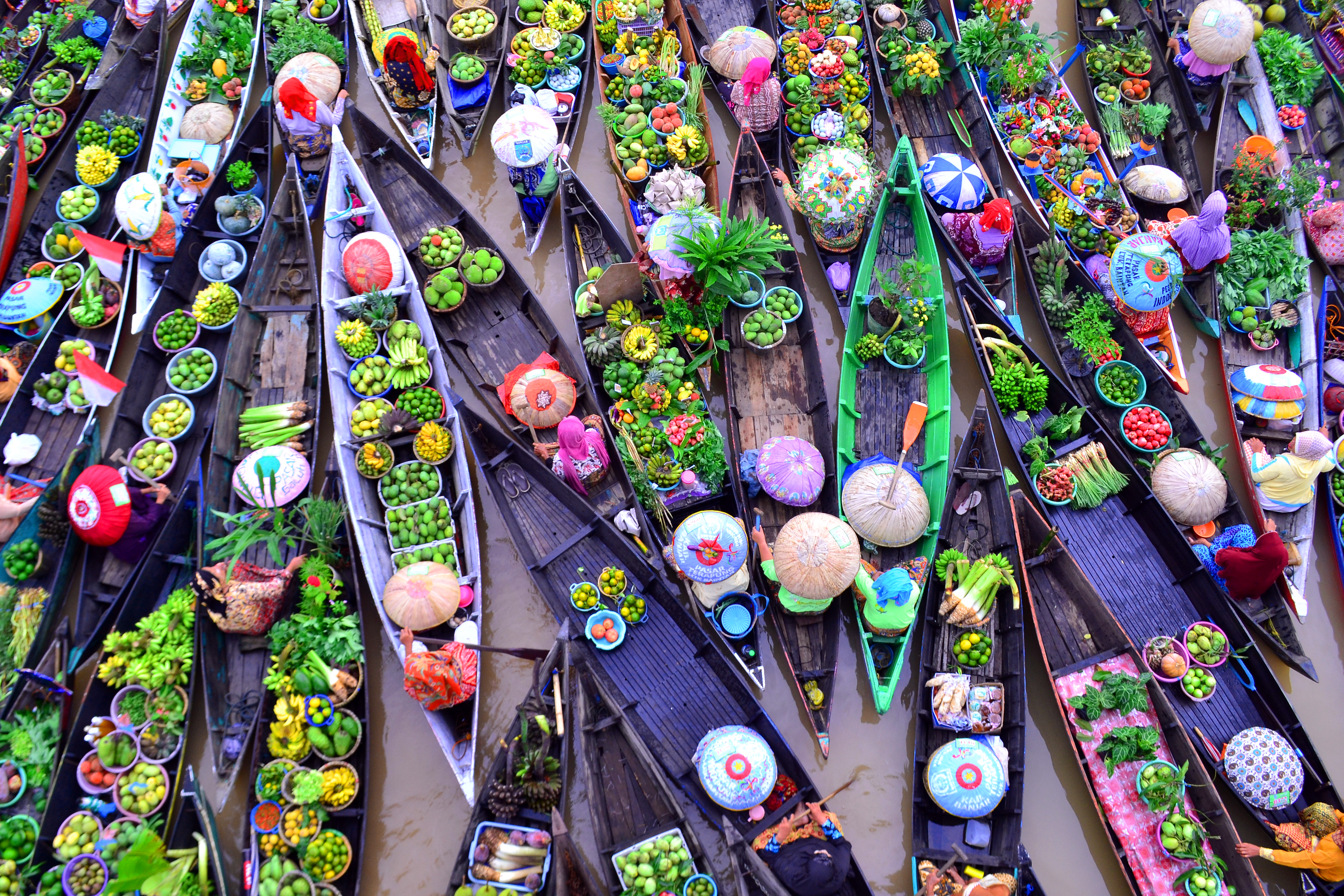
Chợ nổi Lok Baintan ở Banjarmasin, Indonesia.

Chợ nổi là một loại hình chợ thường xuất hiện tại vùng sông nước được coi là tuyến giao thông chính. Nơi cả người bán và người mua đều dùng ghe/thuyền làm phương tiện vận tải và di chuyển. Địa điểm có chợ nổi thường tại các khúc sông không rộng quá mà cũng không hẹp quá. Khúc sông phải tương đối rộng, không cạn quá mà cũng không sâu quá. Nếu sông sâu quá, lớn quá thì không thể neo đậu ghe, xuồng một cách dễ dàng và rất nguy hiểm.

## Theo quốc gia

### Campuchia

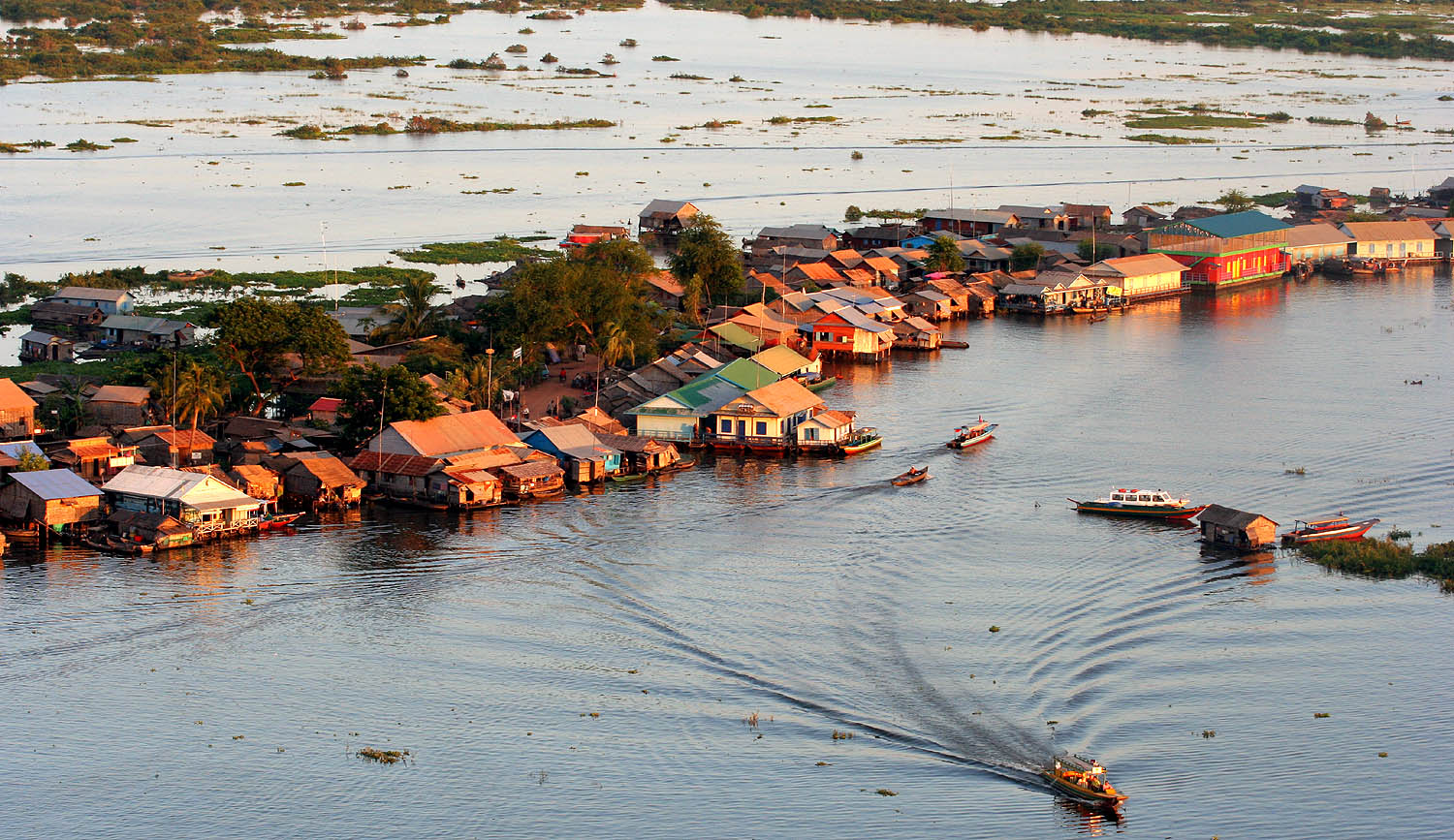
Làng Chợ nổi trên sông ở Tonle Sap ở Campuchia

Ở Campuchia cũng có các chợ nổi họp dọc theo sông Mekong và bên bờ Hồ Tonlé Sap.

### Thái Lan
Ở Thái Lan có nhiều chợ nổi nổi tiếng.
- Chợ nổi Taling Chan (Bangkok)
- Chợ nổi Bang Phli (Samut Prakan)
- Chợ nổi Damnoen Saduak (Ratchaburi)
- Chợ nổi Amphawa (Samut Songkhram)
- Chợ nổi Bang Khu Wiang (Nonthaburi)
- Chợ nổi Tha Kha (Samut Songkhram)

### Việt Nam
Ở Việt Nam chợ nổi thường họp ở miền Tây Nam Bộ. Chợ nổi là nét văn hóa đặc thù của vùng sông nước miền Tây. Chợ họp trên sông, giữa một vùng sông nước bao la là hàng trăm ghe, thuyền, xuồng của cư dân. Chợ họp cả ngày, nhưng thường nhộn nhịp nhất vào buổi sáng. Trên thuyền chất đầy hàng hóa, phổ biến là các loại trái cây. Nét riêng của các thuyền là trên mỗi thuyền có một vài cây sào, trên đó treo lủng lẳng các loại sản phẩm mà mình có bán. Cho nên khách hàng chỉ cần nhìn vào cây sào đó là có thể biết trên thuyền, ghe đó có thứ mình cần hay không.